# Modest Mero

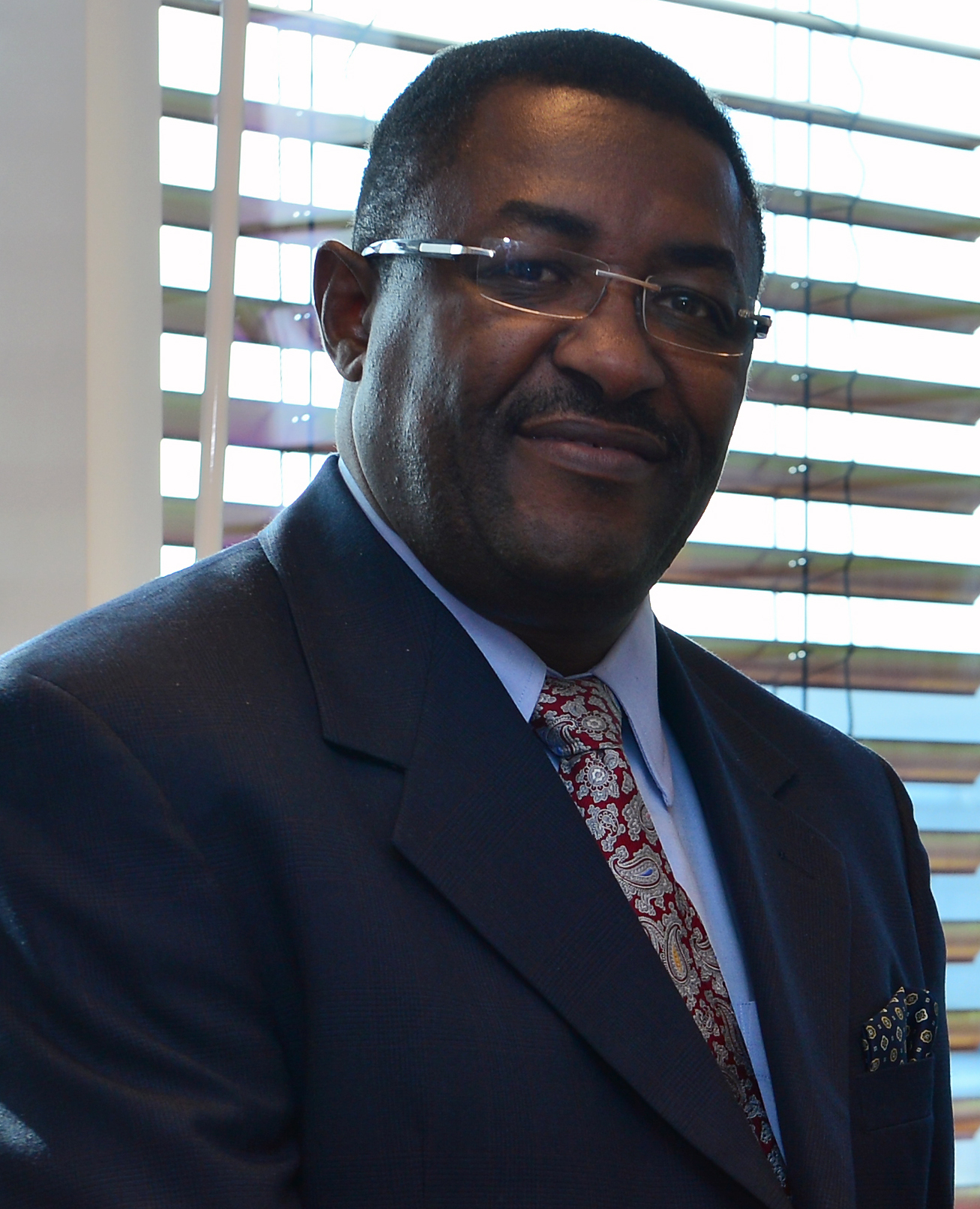
Modest Mero (19. September 2013)

Modest Jonathan Mero (* 28. September 1959) ist ein Diplomat aus Tansania, der unter anderem seit 2017 Ständiger Vertreter und Botschafter bei den Vereinten Nationen in New York City ist.

## Leben
Mero begann nach dem Schulbesuch ein Studium an der University of Dar es Salaam (UDSM), das er mit einem Bachelor of Science (B.Sc.) beendete. Ein postgraduales Studium der Finanzwissenschaft an der University of Strathclyde schloss er mit einem Master of Science (M.Sc. Finance) ab. Im Anschluss begann er 1987 seine berufliche Tätigkeit als Leitender Wirtschaftswissenschaftler im Ministerium für Industrie und Handel und war dort bis 2004 tätig. Im Anschluss war er zwischen 2004 und 2005 handelspolitischer Berater des Exekutivsekretär der Entwicklungsgemeinschaft des südlichen Afrika (SADC) sowie von 2005 bis 2006 Leiter der Politischen Abteilung im Ministerium für auswärtige Angelegenheiten und internationale Zusammenarbeit, ehe er zwischen 2007 und 2013 Gesandter, Wirtschaftsberater und Kanzler der Ständigen Vertretung Tansanias bei den Vereinten Nationen in New York City war.
Im Mai 2013 übernahm Mero den Posten als Ständiger Vertreter bei den Vereinten Nationen und der Welthandelsorganisation (WTO) in Genf. In dieser Funktion war er zugleich als Ständiger Vertreter Tansanias bei allen anderen in Genf sowie in Wien ansässigen internationalen Organisation akkreditiert wie der Internationalen Atomenergie-Organisation (IAEO), der Organisation der Vereinten Nationen für industrielle Entwicklung (UNIDO) sowie der Organisation des Vertrags über das umfassende Verbot von Nuklearversuchen (CTBTO).
2017 wurde Mero zum Ständigen Vertreter und Botschafter bei den Vereinten Nationen in New York City ernannt und übergab am 21. März 2017 sein Akkreditierungsschreiben an UN-Generalsekretär António Guterres.